# Två år i varje klass
Två år i varje klass är en svensk film från 1938 baserad på Erik Zetterströms roman med samma namn.

## Handling
Bröderna Sigge och Putte ska börja i klass 3 i realskolan. Pojkarna ska få en ny klassföreståndare som har hård disciplin, de hittar på en massa hyss och får så många anmärkningar att de måste läsa extra över sommarlovet för att få börja klass 4. De blir uppflyttade och rektorn hoppas att de bara ska behöva gå ett år i varje klass i fortsättningen.

## Om filmen
Filmen spelades in den 28 september–8 december 1937 i Filmstaden med exteriörer från Stockholm. Den hade premiär 24 januari 1938 på biograf Skandia i Stockholm och är barntillåten. Filmen har även visats på SVT och TV3, TV4 Film och TV4 Play.

## Rollista (i urval)
- Sigurd Wallén – doktor Wahlberg, lärare
- Björn Berglund – doktor Sune Gans, klassföreståndare i klass 3 B
- Frithiof Hedvall – rektorn
- Carl-Gunnar Wingård – Emil Nilsson, grosshandlare
- Millan Bolander – fru Nilsson
- Ann Mari Uddenberg – Laura, deras dotter
- Sven-Eric Gamble – Sigurd "Sigge" Nilsson, deras son, elev i klass 3 B
- Åke Johansson – Patrik "Putte" Nilsson, deras son, elev i klass 3 B
- Nils Hallberg – Fredrik "Dudde" Vedlund, elev i klass 3 B
- Erik A. Petschler – sångläraren
- Ludde Juberg – teckningsläraren
- Märtha Lindlöf – fröken Boronius, lärare
- Signe Lundberg-Settergren – Mina, Nilssons husa
- Yngwe Nyquist – skolläkaren

### Ej krediterade (urval)
- Anders Frithiof – skolvaktmästaren
- Torsten Hillberg – överkonstapeln
- Helge Mauritz – konstapel
- Göran Bernhard – Göran, en liten pojke hemma hos Nilssons
- Stellan Agerlo – Andersson, elev i klass 3 B
- Birgit Chenon – kvinnan på resebyrån
- Eric von Gegerfelt – lärare i kollegierummet
- Erland Colliander – lärare i kollegierummet
- Helge Kihlberg – passagerare på Waxholm I
- Robert Ryberg – en förälder vid examen i klass 3 B
- Lennart Nyberg – elev i klass 3 B
- Bertil Uggla – radioröst

## Musik i filmen
- "Jag är ute när gumman min är inne", musik Jules Sylvain, text Ernst Rolf och Gösta Stevens, sång Åke Johansson
- "Till Drottning Margareta", musik Andreas Hallén, sång Sven-Eric Gamble
- "Lilla Lola-Lo från Hawaji", musik Clayton, text S.S. Wilson, sång Sven-Eric Gamble
- "De' ä' grabben me' chokla' i", musik Helge Lindberg, text Gösta Stevens, sång Sven-Eric Gamble
- "Se, farfar dansar gammal vals", musik Thomas Andersen, svensk text Gösta Stenberg, sång Sven-Eric Gamble
- "Fjärran han dröjer", text Karl Wetterhoff, sång Sven-Eric Gamble och Erik A. Petschler
- "Klart till drabbning", musik Jules Sylvain, text Åke Söderblom, sång Sven-Eric Gamble och Åke Johansson

## DVD
Filmen gavs ut på DVD 2017 tillsammans med Sigge Nilsson och jag.